# Charles Hindermeyer
Charles Hindermeyer, né à Épinal le 22 juin 1864 et mort le 16 juin 1940 à Remiremont, est un architecte français.

## Biographie
Fils de Simon Hindermeyer, ébéniste, et d'Anne Romary, il fait ses études à l'école des Beaux-Arts de Paris, dont il passe les examens d'admission en 1885. Il fait un stage préalable en 1884 chez l'architecte vosgien François Clasquin, et obtient pendant ses études une subvention de la ville d'Épinal. Il est élève de la classe de Gustave Adolphe Gerhardt, ancien pensionnaire de la Villa Médicis, puis de Gaston Redon et obtient son diplôme en 1891. 
Il s'installe en 1893 à Remiremont où il exerce jusqu'en 1937. Il érige de nombreux édifices privés et publics, dans l'arrondissement de Remiremont, et dans la région. En 1914, il n'a pas achevé de construire le collège de filles Le Tertre de Remiremont que celui-ci est réquisitionné comme hôpital militaire dès le début des conflits, de sorte que ce bâtiment n'est inauguré qu'un siècle plus tard, en 2013.
Plus tard, il est amené à construire les monuments aux morts de plusieurs communes des Vosges, notamment La Bresse, Cornimont, Fresse-sur-Moselle, Ramonchamp, Rupt-sur-Moselle, Le Syndicat et Ventron. Trois œuvres sont réalisées en collaboration avec son gendre, l'artiste Clément Serveau. Il réalise le groupe scolaire du Val d'Ajol, l'école de Cornimont, l'hospice intercommunal du Thillot et celui de Cornimont, le bureau de poste de Remiremont, les « maisons collectives » du Champ de Mars de Remiremont, les hôtels Métropole à Plombières-les-Bains (rebaptisé Hôtel du Parc) et à Luxeuil-les-Bains, les mairies de Thiéfosse et de Plombières-les-Bains. Il est aussi l'auteur de maisons ouvrières à Éloyes et Hielle (Vecoux) et de maisons individuelles et de villas à Épinal (notamment la maison Chevallier, devenue le siège du conseil départemental des Vosges), Remiremont, Saint-Maurice-sur-Moselle, Saint-Nabord, Ferdrupt, Nol (Le Syndicat), Vecoux.

## Distinction
- Officier de l'Instruction publique (1922)[12]